# Shurjoka
Shurjoka (* 4. Oktober 1997 in Graz; bürgerlich Pia Anna Scholz) ist eine österreichische Twitch-Streamerin. Sie erlangte besondere Bekanntheit durch ihre Auszeichnung als „Spielerin des Jahres“ im Rahmen des Deutschen Computerspielpreises 2023 und damit einhergehenden Auseinandersetzungen.

## Werdegang
Am 24. Juli 2013 erstellte Shurjoka ihren Kanal auf der Plattform Twitch und konnte sich innerhalb der ersten 4 Jahre eine Zuschauerschaft von durchschnittlich 180 Viewern aufbauen. Ihr Hauptfokus lag zu diesem Zeitpunkt auf Indiegames und vereinzelten FPS. Im November 2014 legte sie zudem ein Twitter-Profil an. Im Oktober 2018 startete sie mit der Influencerin AnniTheDuck einen kostenpflichtigen Podcast namens Laut und Bunt, den beide nach einem Shitstorm anderthalb Monate später wieder einstellten. In der Woche vom 8.–13. Dezember 2018 war sie Teil des Games-Charity-Projekts Game2Give von Radio FM4, bei dem sie mit anderen österreichischen Streamern Spenden für die umstrittene Spendenkampagne Licht ins Dunkel in ihrem Twitch-Stream sammelte. Am 12. Oktober 2019 erstellte Shurjoka ihren ersten YouTube-Kanal. Vom 23. November bis 1. Dezember 2019 streamte sie erneut für Licht ins Dunkel bei deren Spendenaktion Charity Royale und konnte dort zusammen mit weiteren bekannten österreichischen Streamern und den Unternehmen A1, willhaben und Radio FM4, innerhalb einer Woche insgesamt 27.000 Euro sammeln. In den folgenden Jahren blieb sie weiterhin bei karitativen Events im Rahmen von Licht ins Dunkel aktiv.
In den Jahren 2020/21 fanden einige Rollenspiel-Projekte von ihr statt, zum Beispiel zu den Themen Among Us, Crusader Kings 3 und Rust, die ihr zu größerer Bekanntheit verhalfen. So stiegen ihre durchschnittlichen Zuschauerzahlen auf Twitch ab September 2020 auf das bis zu Zehnfache. Ebenfalls war sie bei größeren Events anderer Kanäle zu Gast, wie beispielsweise der Gamevasion 2021 von Rocket Beans TV, an der auch die Influencer HandOfBlood und ihr damaliger Freund Kalle Koschinsky teilnahmen. Zum 17. August 2021 erschien das Videospiel Humankind, für das Shurjoka für einen Charakter Motion Capturing und deutsche Sprache beitrug. Am 24. April 2021 war sie Teil des ersten Show-Formats Prime Video Twitch Pitch des neu gestarteten Twitchkanals von Prime Video. Folgend war sie dort unter anderem auch im LOL: Last One Laughing Twitch-Stream 2022 zu sehen.
Bereits 2022 war sie für den Preis als Spielerin des Jahres beim Deutschen Computerspielpreis nominiert, unterlag aber dem Gewinner HandOfBlood. Während der Gamescom im selben Jahr hatte sie für die Kurzvideo-Plattform Tiktok ihren ersten öffentlichen Auftritt als Moderatorin.
Im Frühjahr 2023 gründete sie das Netzwerk wir4queer, in dem sich queere Personen, Personen mit Expertise zu Geschlechtsthemen und Influencer sowie Streamer vernetzen sollten, um Aufklärung und Bewusstsein für die Belange queerer Personen zu schaffen. Für dieses Engagement wurde sie am 11. Mai 2023 mit dem „Deutschen Computerspielpreis“ in der Kategorie Spielerin des Jahres ausgezeichnet. Das wir4queer Projekt wurde kurze Zeit später eingestellt.
Die Fraktion der Grünen im Bundestag lud sie im Oktober 2023 zum „Parlamentarischer Abend Kulturpolitik“ zum Thema We Rise: Intersektionale Feministische Kulturpolitik ein, wo sie gemeinsam mit Michael Sacher zu Gaming und Hass im Netz diskutierte.

## Persönliches
Shurjoka berichtet regelmäßig in ihren Streams auf Twitch und in Interviews von ihrer Lebenssituation als Teenagerin und ihrem damaligen gewalttätigen Umfeld. Das Jugendamt sei erstmals tätig geworden, als sie elf, zwölf Jahre alt war. Mit 17 Jahren habe sie sich aus dem Sorgerecht geklagt. Ihre Eltern wollten, dass sie nach der Schule eine Ausbildung macht, woraufhin sie auszog und sich als Streamerin selbstständig machte. Im Jahr 2021 zog sie von Österreich nach Berlin.

## Kontroversen
Erstmals im Jahr 2020 gab Shurjoka in einem Tweet an, der Streamer Scurrows (bürgerlich Theo Bottländer) habe ihr auf der Videospielmesse Gamescom 2017 im Rahmen eines Streams in den Ausschnitt gefilmt und sei darüber hinaus mit „ähnlichen sexistischen Vorwürfen von anderen Frauen zu eben der Gamescom“ konfrontiert worden. In der Folge kam es zur Vermeidung einer weiteren Auseinandersetzung zu einer Vereinbarung der jeweiligen Manager der Beteiligten, woraufhin Shurjoka den Tweet löschte. Als Reaktion auf (erneute) Äußerungen von Shurjoka zu dieser Thematik und der Bezeichnung Scurrows' als „Nazi-Troll“ in einem Stream im Juni 2023 veröffentlichte Scurrows dann im Juli 2023 ein Youtube-Video, in welchem ein Ausschnitt aus dem Stream aus dem Jahre 2017 zu sehen war, der ein Aufeinandertreffen der beiden zeigte. In der Folge stritten die beiden insbesondere auf Twitter und Youtube darüber, ob das Verhalten von Scurrows in der gezeigten oder einer anderen Situation eine (sexuelle) Belästigung darstelle. Shurjoka erklärte in einem Statement auf Twitter noch am selben Tag, das gezeigte Video zeige nur das erste von mehreren Aufeinandertreffen und die angesprochene Situation zwischen den beiden sei in späteren Momenten eskaliert. Scurrows ging anschließend zivilrechtlich gegen bestimmte Äußerungen von Shurjoka vor, woraufhin das Landgericht Hamburg mit Urteil vom 15.11.2024 - 324 O 507/23 seinen Antrag abwies, Shurjoka die Bezeichnung der Geschehnisse als sexuelle Belästigung zu untersagen. Zur Begründung führte es an, dass sie den Begriff „sexuell“ nicht ausdrücklich verwendet hatte und sich eine solche Konnotation auch nicht aus den Gesamtumständen ergeben habe. Bezüglich weiterer fünf Äußerungen wurde sie dagegen zur Unterlassung einer weiteren öffentlichen Verbreitung verurteilt.
Größere Bekanntheit erlangte Shurjoka 2023 durch eine Auseinandersetzung mit dem YouTuber KuchenTV, die online stattfindet. Sie begann mit einem Video von KuchenTV, in dem er Shurjokas Aussagen bezüglich des Videospiels Hogwarts Legacy thematisierte. Sie rief zuvor zum Boykott des Spiels auf, da in den Augen Shurjokas sowie anderer Kritiker mehrere Aussagen der Autorin J. K. Rowling als transfeindlich zu bewerten seien und Rowling indirekt vom Erfolg des Spieles profitiere.
Die Situation eskalierte, als KuchenTV die Vergabe des Preises Spielerin des Jahres 2023 an Shurjoka thematisierte.  Er argumentierte unter anderem damit, dass die meisten von Shurjokas Twitch-Inhalten aus „Just Chatting“ bestehen würden, einer Kategorie von Streams, bei der Streamer explizit keine Videospiele spielen. Verschiedene Medien bezeichneten diese Kritik und die Fokussierung auf den Anteil von Gaming-Content an Shurjokas Inhalten unter anderem deshalb als ungerechtfertigt, weil der Preis auch für „ein Engagement für das Medium Games, die Community oder die Gesellschaft insgesamt“ verliehen wird, sofern ein Bezug zu Computer- und Videospielen gegeben ist.
Nachdem KuchenTV einige Videos über die Thematik veröffentlichte, erstattete Shurjoka Anzeige wegen Verleumdung. Die folgenden Monate waren von gegenseitigen Anfeindungen in Videos und Streams, aber auch aus verschiedenen Communitys geprägt. Auch eher unbeteiligte Streamer wie Gronkh wurden aufgrund von Shitstorms in den Konflikt hineingezogen. KuchenTV wurde im Zuge seiner Auseinandersetzungen mit Shurjoka mit der Begründung „Belästigung anderer aufgrund eines persönlichen Traumas“ im Dezember 2023 auf Twitch gesperrt, nachdem Twitch auf einen Stream KuchenTVs aufmerksam wurde, der beleidigende Aussagen enthielt. Ein Ausschnitt aus diesem Stream wurde beim Deutschlandfunk in @mediasres bei einem Beitrag zur Thematik gesendet, darin äußert KuchenTV wörtlich: „Ich will, dass Monte zu mir kommt, seine Zunge in mein Arschloch steckt und mir sagt 'Dicker, du hast Shurjoka so krass gebrochen, du bist so ein geiler Typ, bitte sei meine Jappy heute Nacht!' und das ist mein Ziel, das werd ich dir beweisen. Ich werd' weiter machen“. Der Streit führte folgend zur Sperrung KuchenTVs auf Twitter, die allerdings nach anwaltlicher Unterstützung aufgehoben wurde. Im Folgenden wurden auch weitere rechtliche Schritte zur Sicherung seines ebenfalls gesperrten Twitch-Kontos eingeleitet. Das LG Braunschweig erließ eine einstweilige Verfügung gegen Twitch, die Sperrung von dessen Konto aufzuheben.
Die Süddeutsche Zeitung berichtete im November 2024 von einer Ende März 2024 gegründeten Telegram-Gruppe namens „Shurjoka Game“. Diese sei, Recherchen der Süddeutschen Zeitung zufolge, von einer Gruppe von Trollen erstellt worden, die unter anderem für Serien von Bombendrohungen in Deutschland und Österreich im Dezember 2024 verantwortlich sein soll, laut Standard gab es aus der Gruppe eine weitere Drohungs-Serie im Mai 2024. Nach Recherchen des Standard und Paper trail media im Juni 2025 sei von diesen Trollen ebenso ein Swatting ausgegangen, der einen Familienangehörigen aus Shurjokas Umfeld treffen sollte.
Im Rahmen einer juristischen Auseinandersetzung mit dem Aktivisten Tobias Huch, welcher eine Auseinandersetzung auf den Plattformen Twitch und Youtube vorausging, untersagte das Landgericht Frankfurt am Main Tobias Huch im Mai 2024 zunächst die Bezeichnung von Shurjoka als 'Hatefluencerin' und gab weiteren Anträgen Shurjokas ebenfalls teilweise statt. Auf die von beiden Seiten eingelegte Berufung urteilte das Oberlandesgericht Frankfurt am Main im Juli 2025, die Bezeichnung als 'Hatefluencerin' ebenso wie die Äußerungen, Shurjoka habe Huch nur verklagt 'weil es ihr nicht gefalle, was er über sie sage', sie verbreite 'Hass als Content' und zeige 'mysogenes Verhalten', seien als Meinungsäußerungen hinzunehmen und könnten daher nicht untersagt werden. Dagegen sei es nicht zulässig, dass Huch die nicht erwiesenen Tatsachenbehauptungen verbreite, Shurjoka würde 'tagaus, tagein hetzen', anderen Menschen unterstellen, sie sexuell zu belästigen und ihr Geschäftsmodell sei es, Hass und Fake News zu verbreiten.

### Mediale Rezeption
In den Jahren 2023 und 2024 wurden mehrere Artikel über Shurjoka, die Kontroversen um den Computerspielepreis und die weitere Eskalation verfasst. Bereits im Dezember 2023 sendete der Deutschlandfunk einen Beitrag im Magazin @mediasres und beschrieb dort die Situation bereits als eine „Hasskampagne in der Gamingszene“. Kritische Beiträge zur Kampagne gegen Shurjoka wurden unter anderem im August 2023 vom Projektleiter für Digitales der Amadeu Antonio Stiftung auf deren Plattform Belltower.News und im Januar 2024 auf dem Blog Netzpolitik.org veröffentlicht. Ende September 2024 wurde eine Kritik auf Zeit Online veröffentlicht, in der vom Autor geschätzt wurde, dass sich der Streamer KuchenTV zwischen Februar 2023 und September 2024 in mehr als 93 Videos mit Shurjokas Aussagen beschäftigt habe. Es folgte eine Kritik im Redaktionsnetzwerk Deutschland (RND); das RND resümierte: „mittlerweile hat Deutschland sein ganz eigenes Gamergate“. Ein ähnliches Fazit zog auch Belltower.News, während Zeit Online die Kontroverse als „einen außergewöhnlich andauernden Fall digitalen Hasses“ einordnete.

## Auszeichnungen
- 2023: Spielerin des Jahres beim Deutschen Computerspielpreis[3]